# Gwangju
Gwangju är en stad med provinsstatus i sydvästra Sydkorea. Den var tidigare en del av den omgivande provinsen Sydjeolla, men staden är sedan 1986 en separat administrativ enhet i egenskap av storstad. Gwangju är Sydkoreas sjätte största stad med cirka 1 470 000 invånare (antalet år 2022).

## Historia
Lämningar från förhistorisk tid tyder på att den första bosättningen i området skedde på slätterna sydväst om staden som människor. Senare har det förmodligen bildats en form av stat eller nation. Under Baekje tillhörde staden Mujinlänet. Den kom senare under först Sillas och sedan Joseons kontroll. Under Joseon tillhörde Gwangju Jeolla-provinsen.
1896 blev staden huvudstad i det nybildade Södra Jeolla-provinsen. 1949 fick den stadsstatus och 1995 storstadsstatus.
1929, under japanskt styre, skedde en sammandrabbning mellan japanska och koreanska studenter. Det blev sedan en regional demonstration som kulminerade i en revolt mot det japanska styret. 
Gwangju uppmärksammades internationellt den 18 maj 1980 då staden ockuperades av demonstranter mot den styrande militärjuntan. Enligt senare källor dödades 207 människor och nära 1 000 "försvann" sedan armén stormat staden.

## Geografi
Staden ligger mellan slätterna i väster och bergen i öster. Bergen är gamla och har därför hunnit nötas ner så att de är tämligen låga. Soboekbergen ligger inte särskilt långt bort från staden.
Staden ligger på gränsen mellan inlands- och kustklimat. Vintrarna är mycket kalla, medan somrarna är varma och fuktiga. Monsunen påverkar även vädret i staden under för- och sensommaren. En eller två tyfoner brukar även drabba staden varje år. 

## Administrativ indelning
Gwangju är indelat i fem stadsdistrikt (gu):
- Buk-gu
- Dong-gu
- Gwangsan-gu
- Nam-gu
- Seo-gu

## Vänorter
- Tainan, Taiwan (1968)
- San Antonio, USA (1981)
- Guangzhou, Kina (1996)
- Medan, Indonesien (1997)
- Sendai, Japan (2002)
- Maceió, Brasilien (2009)

## Kända personer från Gwangju
- Han Kang, nobelpristagare i litteratur 2024